# Ajka
Ajka là một thị trấn ở Hungary với dân số khoảng 35.000 người. Thị trấn nằm trong vùng đồi Bakony.
Khoảng 1000 trước Công nguyên, khu vực này là nơi sinh sống của người Celt. Đến thế kỷ thứ 2 CE, lãnh thổ đã bị người La Mã chinh phục. Người Hungary chiếm đóng khu vực trong thế kỷ thứ 10.
Làng Ajka được đặt theo tên gia tộc Ajka, mà gia tộc này lại lấy tên theo tổ tiên của họ, một hiệp sĩ có tên là Heiko một thành viên của đoàn tùy tùng của Gisela, công chúa của Bayern, vợ của vua Thánh Stephen là người vào đầu thế kỷ 11. Làng này lần đầu tiên được đề cập trong 1214 khi nó đã được khoảng một trăm năm tuổi.
Làng phát triển chậm trong vài thế kỷ tiếp theo. Làng đã trở nên thịnh vượng trong nửa sau của thế kỷ 19 khi mỏ than đá đã được tìm thấy gần đó. Trong những năm 1930, mỏ bauxite trữ lượng lớn đã được phát hiện. Năm 1937 nhà máy krypton đầu tiên của thế giới được xây dựng gần Ajka.
Tháng 10 năm 2010, thị trấn này bị sự cố tràn bùn đỏ của nhà máy chế biến alumin.